# Petru Toarcă
Pentru Toarcă (în ucraineană Петро Тоарка; n. 4 octombrie 1975, Babele, Ismail, RSS Ucraineană, URSS) este un fost luptător amator român basarabean, practicant de lupte libere

## Biografie
S-a născut în satul românesc Babele din RSS Ucraineană, URSS, într-o familie de români. 
Toarcă a început să lupte din anul 1985, fiind membru al echipei naționale de tineret a Ucrainei, cu care a luat locul 8 la campionatul european din 1994. Ulterior s-a stabilit în România, obținând cetățenia acestei țări. A reprezentat România la nivel de seniori. A luptat și în cadrul clubului Steaua București.
Locuiește în București, unde activează ca antrenor. El este antrenorul secund al echipei naționale de wrestling a României, dar și antrenor onorific al echipei ucrainene.
Toarcă este susținător al unirii Bugeacului, Basarabiei, ținutului Herța și Bucovinei de Nord cu România. 